# Доказательства из Книги
«Доказательства из Книги. Лучшие доказательства со времён Евклида до наших дней» — популярная книга по математике Мартина Айгнера и Гюнтера Циглера.
Книга посвящена Палу Эрдёшу, который часто называл «Книгой» место, в котором Бог хранит лучшие доказательства математических теорем. 
В своей лекции в 1985 году Эрдёш сказал: «Верить в Бога не обязательно, но в Книгу верить стоит».
Книга выдержала шесть изданий на английском языке, дважды издавалась на русском. 
Была переведена также на
венгерский, 
испанский,
итальянский, 
китайский, 
корейский, 
немецкий,
персидский, 
польский, 
португальский, 
турецкий,
французский 
и
японский языки.

## Содержание
Первое издание «Доказательства из Книги» содержало 32 главы, пятое — 44. Каждая глава посвящена одной теореме; часто обсуждается несколько доказательств, а также близкие результаты. 
Книга охватывает широкий круг математических областей: теорию чисел, геометрию, анализ, комбинаторику и в частности теорию графов.
Сам Эрдёш вносил много предложений по книге, но умер до публикации.

### Темы
Теория чисел
- Шесть доказательств бесконечности множества простых чисел
- Постулат Бертрана
- Биномиальные коэффициенты (почти) никогда не являются степенями
- Представления чисел в виде сумм двух квадратов
- Закон взаимности квадратичных вычетов
- Каждое конечное кольцо с делением — поле
- Некоторые иррациональные числа
- Три раза о {\displaystyle \pi ^{2}/6}

Геометрия
- Третья проблема Гильберта: разбиения многогранников
- Прямые на плоскости и разложения графов
- Задача о направлениях
- Три применения формулы Эйлера
- Теорема Коши о жёсткости
- Касание симплексов
- Каждое большое точечное множество имеет тупой угол
- Гипотеза Борсука

Математический анализ
- Множества, функции и гипотеза континуума
- Во славу неравенств
- Основная теорема алгебры
- Один квадрат и нечётное число треугольников
- Теорема Пойа о многочленах
- О лемме Литтлвуда и Оффорда
- Котангенс и прием Герглотца
- Задача Бюффона об игле

Комбинаторика
- Принцип Дирихле и двойной счёт
- Плиточные разбиения прямоугольников
- Три знаменитых теоремы о конечных множествах
- Тасование карт
- Пути на решетке и определители
- Формула Кэли для числа деревьев
- Тождества и биекции
- Дополнения до полных латинских квадратов

Теория графов
- Задача Диница
- Задача о пяти красках для плоских графов
- Как охранять музей (Задача о картинной галерее)
- Теорема Турана о графах
- Связь без ошибок
- Хроматическое число графов Кнезера
- О друзьях и политиках
- Вероятность (иногда) упрощает перечисление